# Jessie Hiett

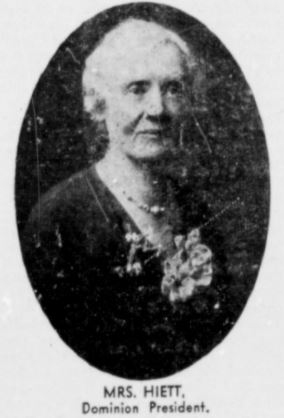
Jessie Hiett (1943)

Jessie Ann Hiett, geborene McKenzie (* 14. April 1874 in Milton, Otago, Neuseeland; † 14. September 1962 in Dunedin, Neuseeland) war eine sozial engagierte neuseeländische Frau und von 1935 bis 1946 Präsidentin der Women’s Christian Temperance Union of New Zealand (WCTU NL).

## Frühes Leben
Jessie McKenzie wurde am 14. April 1874 als Tochter der Eheleute Jane Sinclair und Murdoch McKenzie in Milton, nahe Dunedin geboren. Sie lebte mit ihren Eltern und ihren fünf Geschwistern in Taieri Beach, einer kleinen Siedlung südlich der Flussmündung des Taiero River in den Pazifischen Ozean. Ihr Vater arbeitete dort als Landwirt und betrieb in der Siedlung einen kleinen Laden. Später erwarb er etwas weiter südlich in Akatore Land, wo Jessie eine Zeit lang das Gehöft verwaltete. Nach dem Tod ihres Vaters im Jahr 1894 zog die Familie nach Dunedin.

## Zeit in Oamaru
Im Jahr 1900 heiratete Jessie den Regenschirmhersteller William Henry Hiett und nahm seinen Namen an. Aus der Ehe gingen keine Kinder hervor. Jessie und ihr Mann lebten bis 1913 in Oamaru, nördlich von Dunedin, wo sich Jessie in verschiedenen sozialen und religiösen Gremien engagierte, Diakonisse in der Baptistenkirche war und in ihrer Funktion die Gottesdienste für die Mädchenbibelklassen organisierte und leitete.

## Women's Christian Temperance Union
Im Jahr 1913 zog Jessie mit ihrem Mann wieder zurück nach Dunedin. Dort engagierte sie sich in der Sozialarbeit und wurde auf das Problem aufmerksam, dass der Alkoholkonsum in den Familien verursachte. Sie setzte sich für Abstinenz ein und wurde 1916 einstimmig zur Präsidentin der Otago Women's Christian Temperance Union in Dunedin gewählt.
Als Elizabeth Best Taylor 1926 zur Präsidentin der Women’s Christian Temperance Union of New Zealand (WCTU NL) gewählt wurde, übernahm Jessie das Amt der stellvertretenden Präsidentin. Als Taylor erkrankte und 1935 nicht mehr zur Präsidentschaft kandidierte, trat Jessie Hiett an und wurde von den 78 anwesenden Delegiertinnen zur Präsidenten der WCTU NL gewählt. Hiett arbeitete die Dimension des Alkoholismus im Lande auf und veröffentlichte Statistiken dazu im White Ribbon.

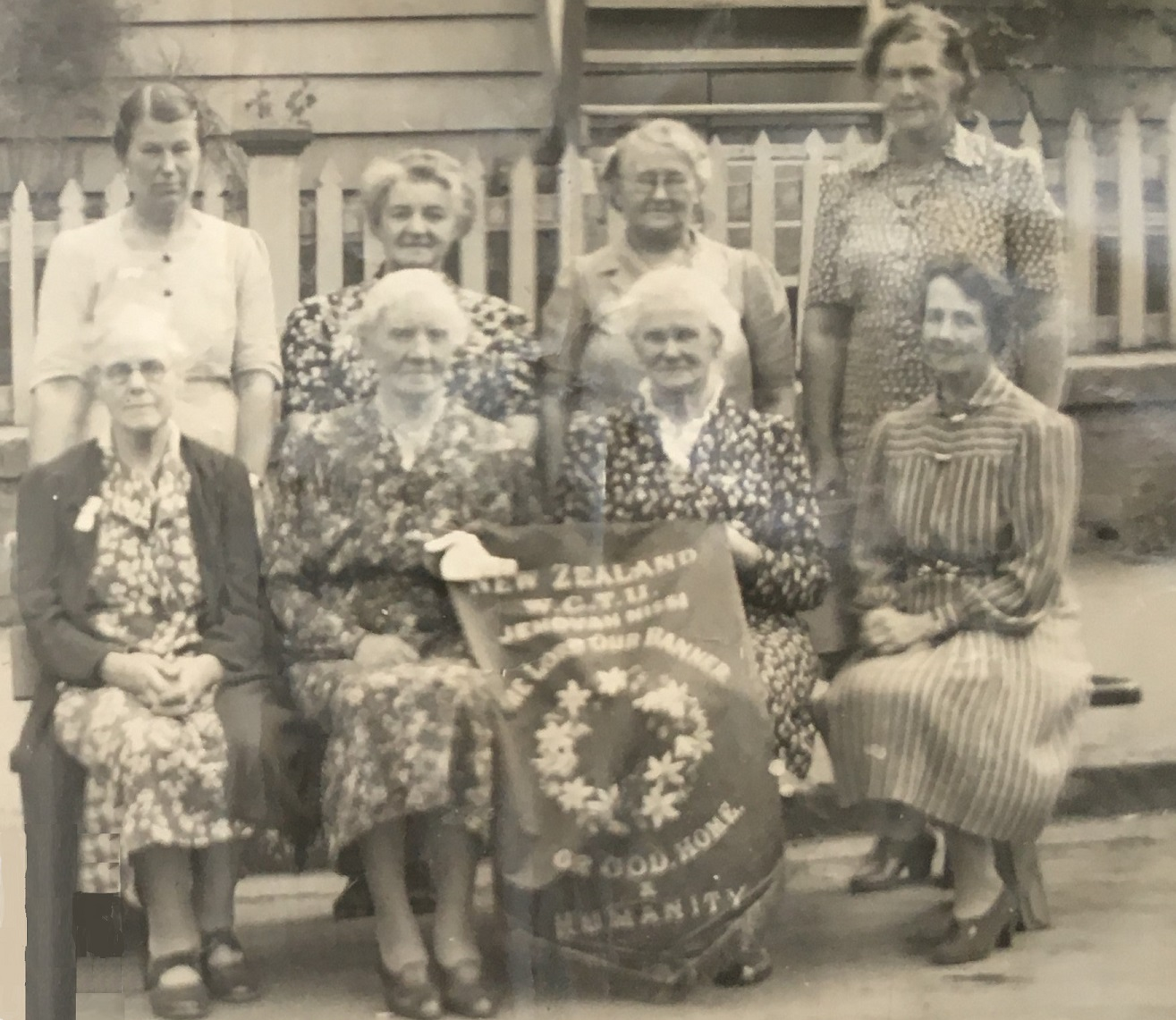
Jessie Hiett, vorne, 2. von links (1946)

1946 kandidierte Hiett nicht ein weiteres Mal für die Präsidentschaft der WCTU NL und machte so den Weg frei für Cybele Kirk, übernahm aber den Posten der stellvertretenden Präsidenten ein weiteres Mal bis in das Jahr 1949. Danach zog sie sich nach Dunedin zurück und war dort noch bis zu ihrem Tod politisch aktiv. Sie verstarb am 14. September 1962 in Dunedin und ist auf dem Friedhof der Andersons Bay Cemetery begraben.